# Hotel Costes
Hôtel Costes (правильное произношение — «отель Кост») — известный дорогой отель в Париже, Франция. По названию отеля также именована серия компилятивных альбомов музыки в стиле даунтемпо и лаунж.

## Отель
Отель располагается в Париже, на улице Сент-Оноре, д. 239. Ранее отель назывался Hôtel France et Choiseul, однако в 1995 году его приобрела и перестроила семья бизнесменов Кост (Жан-Луи Кост, его брат Жильбер и сын Тьери Кост). Отель располагает 83 номерами, его постояльцами являются крупные бизнесмены и известные артисты. В отеле доступны бар, ресторан, фитнес-центр и бассейн.
Отель известен своими дорогими вечеринками. По словам журналистов, это «…легендарное место, где стиль барокко плавно переходит в авангард, где в любой момент спокойное настроение может стать наэлектризованным…».

## Компиляции в стиле лаунж
Название «Hôtel Costes» присвоено серии компиляций музыкальных произведений в жанре лаунж и даунтемпо, выполненной диджеем Стефаном Помпуньяком. Именно в этом отеле (в баре и на площадке летнего кафе) Стефан работал в качестве диджея-резидента и микшировал данные композиции. За прошедшее со дня записи первого альбома время название серии стало узнаваемым брендом в мире музыки лаунж.

### Дискография
На настоящий момент Стефаном выпущены следующие компилятивные сборники из этой серии:
- Hôtel Costes, Vol. 1: Café Costes
- Hôtel Costes, Vol. 2: La suite
- Hôtel Costes, Vol. 3: Étage 3
- Hôtel Costes, Vol. 4: Quatre
- Hôtel Costes, Vol. 5: Cinq
- Hôtel Costes, Vol. 6
- Hôtel Costes, Vol. 7: Sept
- Hôtel Costes, Best Of Costes
- Hôtel Costes, Vol. 8
- Hôtel Costes, Vol. 9
- Hôtel Costes, Vol. 10
- Hôtel Costes, Vol. 11
- Hôtel Costes, Vol. 12
- Hôtel Costes, Vol. 14
- Hôtel Costes, Vol. 15